# Nouvelle-Zélande aux Jeux olympiques d'été de 2000
La Nouvelle-Zélande participe aux Jeux olympiques d'été de 2000 à Sydney. Sa délégation est composée de 147 athlètes répartis dans 18 sports et son porte-drapeau est Blyth Tait. Au terme des Olympiades, la nation se classe 45e grâce à un total d'une médaille d'or et trois de bronze.

## Nombre d'athlètes qualifiés par sport
Voici la liste des qualifiés et sélectionnés Néo-Zélandais par sport (remplaçants compris) :
| Sport       | Hommes | Femmes | Total |
| ----------- | ------ | ------ | ----- |
| Athlétisme  | 4      | 4      | 8     |
| Aviron      | 5      | 1      | 6     |
| Basket-ball | 12     | 12     | 24    |
| Boxe        | 1      | 0      | 1     |
| Cyclisme    | 12     | 6      | 18    |
| Équitation  | 4      | 1      | 5     |

## Liste des médaillés néo-zélandais

### Médailles d'or
| Sport              | Discipline | Sportifs    | Performance   |
| Médailles d'or : 1 |            |             |               |
| Aviron             | Skiff (H)  | Rob Waddell | 6 min 48 s 90 |

### Médailles d'argent
Aucun athlète néo-zélandais ne remporte de médaille d'argent durant ces JO.

### Médailles de bronze
| Sport                   | Discipline                  | Sportifs            | Performance |
| Médailles de bronze : 3 |                             |                     |             |
| Voile                   | Planche à voile Mistral (F) | Barbara Kendall     | 9           |
| Voile                   | Planche à voile Mistral (H) | Aaron McIntosh      | 48          |
| Équitation              | Concours complet individuel | Mark Todd et Eyespy | 42          |

## Athlétisme

### Hommes
| Athlète       | Épreuve              | Séries         | Séries      | Quarts de finale | Quarts de finale | Demi-finales | Demi-finales | Finale          | Finale  |
| Athlète       | Épreuve              | Temps          | Rang        | Temps            | Rang             | Temps        | Rang         | Temps           | Rang    |
| ------------- | -------------------- | -------------- | ----------- | ---------------- | ---------------- | ------------ | ------------ | --------------- | ------- |
| Michael Aish  | 10 000 m             | 29 min 31 s 83 | 17e         | Eliminé          | Eliminé          | Eliminé      | Eliminé      | Eliminé         | Eliminé |
| Craig Barrett | 50 kilomètres marche | Non disputé    | Non disputé | Non disputé      | Non disputé      | Non disputé  | Non disputé  | 3 h 55 min 53 s | 18e     |

| Athlète        | Épreuve          | Qualification | Qualification | Finale      | Finale  |
| Athlète        | Épreuve          | Performance   | Rang          | Performance | Rang    |
| -------------- | ---------------- | ------------- | ------------- | ----------- | ------- |
| Glenn Howard   | Saut en hauteur  | 2,15 m        | 27e           | Eliminé     | Eliminé |
| Ian Winchester | Lancer du disque | 58,64 m       | 31e           | Eliminé     | Eliminé |

### Femmes
| Athlète         | Épreuve | Séries        | Séries | Quarts de finale | Quarts de finale | Demi-finales  | Demi-finales | Finale  | Finale  |
| Athlète         | Épreuve | Temps         | Rang   | Temps            | Rang             | Temps         | Rang         | Temps   | Rang    |
| --------------- | ------- | ------------- | ------ | ---------------- | ---------------- | ------------- | ------------ | ------- | ------- |
| Toni Hodgkinson | 800 m   | 1 min 59 s 37 | 4e     | Non disputé      | Non disputé      | 1 min 59 s 84 | 6e           | Eliminé | Eliminé |
| Toni Hodgkinson | 1 500 m | 4 min 12 s 59 | 9e     | Eliminé          | Eliminé          | Eliminé       | Eliminé      | Eliminé | Eliminé |

| Athlète           | Épreuve           | Qualification | Qualification | Finale      | Finale  |
| Athlète           | Épreuve           | Performance   | Rang          | Performance | Rang    |
| ----------------- | ----------------- | ------------- | ------------- | ----------- | ------- |
| Chantal Brunner   | Saut en longueur  | 6,42 m        | 21e           | Eliminé     | Eliminé |
| Beatrice Faumuina | Lancer du disque  | 61,33 m       | 9e            | 58,69 m     | 12e     |
| Tasha Williams    | Lancer du marteau | 61,18 m       | 17e           | Eliminé     | Eliminé |

## Aviron

### Hommes
| Athlète(s)                                            | Compétition         | Série         | Série | Repêchage   | Repêchage   | Demi-finale   | Demi-finale | Finale                 | Finale        |
| Athlète(s)                                            | Compétition         | Temps         | Rang  | Temps       | Rang        | Temps         | Rang        | Temps                  | Rang          |
| ----------------------------------------------------- | ------------------- | ------------- | ----- | ----------- | ----------- | ------------- | ----------- | ---------------------- | ------------- |
| Rob Waddell                                           | Skiff               | 6 min 54 s 20 | 1er   | Non disputé | Non disputé | 6 min 58 s 01 | 1er         | Finale A 6 min 48 s 90 | Médaille d'or |
| Dave Schaper Scott Brownlee Toni Dunlop Rob Hellstrom | Quatre sans barreur | 6 min 13 s 60 | 2e    | Non disputé | Non disputé | 6 min 05 s 33 | 3e          | Finale A 6 min 09 s 13 | 6e            |

### Femmes
| Athlète(s)    | Compétition | Série         | Série | Repêchage   | Repêchage   | Demi-finale   | Demi-finale | Finale                 | Finale |
| Athlète(s)    | Compétition | Temps         | Rang  | Temps       | Rang        | Temps         | Rang        | Temps                  | Rang   |
| ------------- | ----------- | ------------- | ----- | ----------- | ----------- | ------------- | ----------- | ---------------------- | ------ |
| Sonia Waddell | Skiff       | 7 min 40 s 18 | 1er   | Non disputé | Non disputé | 7 min 35 s 24 | 3e          | Finale A 7 min 43 s 71 | 6e     |

## Basket-ball

### Hommes
- Sean Marks
- Ralph Lattimore
- Pero Cameron
- Brad Riley
- Rob Hickey
- Phil Jones
- Peter Pokai
- Kirk Penney
- Paul Henare
- Mark Dickel
- Tony Rampton
- Nenad Vučinić
- Coach : Keith Mair

| Épreuve     | Phase de groupes     | Phase de groupes    | Phase de groupes     | Phase de groupes          | Phase de groupes       | Quart de Finale     | Demi-finale         | Finale / MB         | Rang    |
| Épreuve     | Adversaire Résultat  | Adversaire Résultat | Adversaire Résultat  | Adversaire Résultat       | Adversaire Résultat    | Adversaire Résultat | Adversaire Résultat | Adversaire Résultat | Rang    |
| ----------- | -------------------- | ------------------- | -------------------- | ------------------------- | ---------------------- | ------------------- | ------------------- | ------------------- | ------- |
| Basket-ball | Défaite France 50-76 | Défaite Chine 60-75 | Défaite Italie 66-78 | Défaite États-Unis 56-102 | Défaite Lituanie 75-85 | Eliminé             | Eliminé             | Eliminé             | Eliminé |

### Femmes
- Julie Ofsoski
- Tania Brunton
- Gina Farmer
- Donna Loffhagen
- Leone Patterson
- Leanne Walker
- Rebecca Cotton
- Megan Compain
- Dianne L'Ami
- Belinda Colling
- Kirstin Daly
- Sally Farmer
- Coach : Carl Dickel

| Épreuve     | Phase de groupes      | Phase de groupes            | Phase de groupes    | Phase de groupes         | Phase de groupes     | Quart de Finale     | Demi-finale         | Finale / MB         | Rang    |
| Épreuve     | Adversaire Résultat   | Adversaire Résultat         | Adversaire Résultat | Adversaire Résultat      | Adversaire Résultat  | Adversaire Résultat | Adversaire Résultat | Adversaire Résultat | Rang    |
| ----------- | --------------------- | --------------------------- | ------------------- | ------------------------ | -------------------- | ------------------- | ------------------- | ------------------- | ------- |
| Basket-ball | Défaite Pologne 52-75 | Défaite Corée du Sud 62-101 | Défaite Cuba 55-74  | Défaite États-Unis 42-93 | Défaite Russie 54-92 | Eliminé             | Eliminé             | Eliminé             | Eliminé |

## Boxe

### Hommes
| Athlète        | Catégorie          | 16e de finale        | 8e de finale        | Quart de finale     | Demi-finale         | Finale              |
| Athlète        | Catégorie          | Adversaire Résultat  | Adversaire Résultat | Adversaire Résultat | Adversaire Résultat | Adversaire Résultat |
| -------------- | ------------------ | -------------------- | ------------------- | ------------------- | ------------------- | ------------------- |
| Angus Shelford | Poids super-lourds | Défaite Ukraine 5-19 | Eliminé             | Eliminé             | Eliminé             | Eliminé             |

## Cyclisme

### Route

#### Hommes
| Athlète       | Compétition     | Temps           | Rang |
| ------------- | --------------- | --------------- | ---- |
| Glen Mitchell | Course en ligne | DNF             | /    |
| Scott Guyton  | Course en ligne | 5 h 43 min 21 s | 84e  |
| Julian Dean   | Course en ligne | 5 h 30 min 46 s | 60e  |
| Chris Jenner  | Course en ligne | 5 h 30 min 46 s | 46e  |

#### Femmes
| Athlète         | Compétition     | Temps           | Rang |
| --------------- | --------------- | --------------- | ---- |
| Susy Pryde      | Course en ligne | DNF             | /    |
| Roz Reekie-May  | Course en ligne | 3 h 10 min 34 s | 36e  |
| Jacinta Coleman | Course en ligne | 3 h 06 min 31 s | 18e  |

### Piste

#### Hommes
| Athlète       | Compétition          | Qualification | Seizièmes de finale      | Repêchages               | Huitièmes de finale      | Repêchages               | Quarts de finale         | Match de classement | Demi-finales             | Match pour le bronze     | Match pour le bronze | Finale                   | Finale  |
| Athlète       | Compétition          | Temps Vitesse | Adversaire Temps Vitesse | Adversaire Temps Vitesse | Adversaire Temps Vitesse | Adversaire Temps Vitesse | Adversaire Temps Vitesse | Rang                | Adversaire Temps Vitesse | Adversaire Temps Vitesse | Rang                 | Adversaire Temps Vitesse | Rang    |
| ------------- | -------------------- | ------------- | ------------------------ | ------------------------ | ------------------------ | ------------------------ | ------------------------ | ------------------- | ------------------------ | ------------------------ | -------------------- | ------------------------ | ------- |
| Anthony Peden | Vitesse individuelle | 10 s 649      | Eliminé                  | Eliminé                  | Eliminé                  | Eliminé                  | Eliminé                  | Eliminé             | Eliminé                  | Eliminé                  | Eliminé              | Eliminé                  | Eliminé |

| Athlète     | Compétition                | Temps          | Rang |
| ----------- | -------------------------- | -------------- | ---- |
| Matt Sinton | Contre-la-montre sur piste | 1 min 05 s 706 | 11e  |

| Athlète       | Compétition | 1er round | Repêchage | Demi-Finales | Finale  |
| Athlète       | Compétition | Rang      | Rang      | Rang         | Rang    |
| ------------- | ----------- | --------- | --------- | ------------ | ------- |
| Matt Sinton   | Keirin      | 5e        | 4e        | Eliminé      | Eliminé |
| Anthony Peden | Keirin      | DSQ       | 3e        | Eliminé      | Eliminé |

| Athlète       | Compétition            | Qualification  | Demi-finales             | Match pour le bronze     | Match pour le bronze | Finale                   | Finale  |
| Athlète       | Compétition            | Temps Vitesse  | Adversaire Temps Vitesse | Adversaire Temps Vitesse | Rang                 | Adversaire Temps Vitesse | Rang    |
| ------------- | ---------------------- | -------------- | ------------------------ | ------------------------ | -------------------- | ------------------------ | ------- |
| Gary Anderson | Poursuite individuelle | 4 min 32 s 304 | Eliminé                  | Eliminé                  | Eliminé              | Eliminé                  | Eliminé |

| Athlète                                                 | Compétition           | Qualification        | Qualification | Quart de finale                 | Demi-finale                     | Finale                          | Finale  |
| Athlète                                                 | Compétition           | Temps Vitesse (km/h) | Rang          | Adversaire Temps Vitesse (km/h) | Adversaire Temps Vitesse (km/h) | Adversaire Temps Vitesse (km/h) | Rang    |
| ------------------------------------------------------- | --------------------- | -------------------- | ------------- | ------------------------------- | ------------------------------- | ------------------------------- | ------- |
| Tim Carswell Lee Vertongen Gary Anderson Greg Henderson | Poursuite par équipes | 4 min 08 s 463       | 6e            | 4 min 06 s 495                  | Eliminé                         | Eliminé                         | Eliminé |

| Athlète      | Compétition       | Points | Rang |
| ------------ | ----------------- | ------ | ---- |
| Glen Thomson | Course aux points | 6      | 7e   |

#### Femmes
| Athlète      | Compétition          | Qualification | Seizièmes de finale      | Repêchages               | Quarts de finale         | Match de classement | Demi-finales             | Match pour le bronze     | Match pour le bronze | Finale                   | Finale  |
| Athlète      | Compétition          | Temps Vitesse | Adversaire Temps Vitesse | Adversaire Temps Vitesse | Adversaire Temps Vitesse | Rang                | Adversaire Temps Vitesse | Adversaire Temps Vitesse | Rang                 | Adversaire Temps Vitesse | Rang    |
| ------------ | -------------------- | ------------- | ------------------------ | ------------------------ | ------------------------ | ------------------- | ------------------------ | ------------------------ | -------------------- | ------------------------ | ------- |
| Fiona Ramage | Vitesse individuelle | 11 s 803      | Défaite Russie           | Défaite                  | Eliminé                  | Eliminé             | Eliminé                  | Eliminé                  | Eliminé              | Eliminé                  | Eliminé |

| Athlète      | Compétition                 | Temps    | Rang |
| ------------ | --------------------------- | -------- | ---- |
| Fiona Ramage | 500 mètres contre-la-montre | 36 s 536 | 16e  |

| Athlète     | Compétition            | Qualification  | Demi-finales             | Match pour le bronze     | Match pour le bronze | Finale                   | Finale  |
| Athlète     | Compétition            | Temps Vitesse  | Adversaire Temps Vitesse | Adversaire Temps Vitesse | Rang                 | Adversaire Temps Vitesse | Rang    |
| ----------- | ---------------------- | -------------- | ------------------------ | ------------------------ | -------------------- | ------------------------ | ------- |
| Sarah Ulmer | Poursuite individuelle | 3 min 36 s 764 | Overtaken                | 3 min 38 s 930           | 4e                   | Eliminé                  | Eliminé |

| Athlète     | Compétition       | Points | Rang |
| ----------- | ----------------- | ------ | ---- |
| Sarah Ulmer | Course aux points | 9      | 8e   |

### BMX

#### Hommes
| Athlète      | Compétition   | Temps              | Rang |
| ------------ | ------------- | ------------------ | ---- |
| Kashi Leuchs | Cross-country | 2 h 16 min 37 s 57 | 17e  |

#### Femmes
| Athlète    | Compétition   | Temps | Rang |
| ---------- | ------------- | ----- | ---- |
| Susy Pryde | Cross-country | DNF   | /    |

## Equitation
| Athlète        | Épreuve  | R1     | R1   | R2     | R2   | R3      | R3      |
| Athlète        | Épreuve  | Points | Rang | Points | Rang | Points  | Rang    |
| -------------- | -------- | ------ | ---- | ------ | ---- | ------- | ------- |
| Kallista Field | Dressage | 66.44  | 21e  | 68.04  | 18e  | Eliminé | Eliminé |

| Athlète                                           | Compétition                  | Pénalités | Rang               |
| ------------------------------------------------- | ---------------------------- | --------- | ------------------ |
| Blyth Tait                                        | Concours complet             | DNF       | /                  |
| Mark Todd                                         | Concours complet             | 42.00     | Médaille de bronze |
| Vaughn Jefferis Blyth Tait Paul O'Brien Mark Todd | Concours complet par équipes | 2065.60   | 8e                 |